# Конституция Франции 1791 года
Конституция Франции 1791 года (фр. Constitution de 1791) — французская конституция, принятая Национальным собранием 3 сентября 1791 года.

## Предпосылки
При создании Генеральных штатов в 1789 году и со стороны привилегированных классов, и со стороны буржуазии одинаково раздавались голоса за ограничение королевской власти.

## Выработка конституции
9 июля 1789 года Национальное собрание, принявшее название учредительного, приступило к рассмотрению вопросов относительно будущей конституции и слушало мемуары Мунье о её основах.
Несмотря на то, что большинство членов было на стороне конституционной монархии, выработанная собранием конституция лишь по форме была монархической, по существу же — республиканской: тогдашние политические теории (Руссо и Мабли), недоверие к королевской власти, неуверенность в окончательном уходе абсолютизма заставляли учредительное собрание всячески урезать полномочия монарха. Большое влияние в этом смысле оказало также бегство короля Людовика XVI, побудив собрание внести в конституцию статьи, в силу которых король в некоторых случаях должен был считаться отказавшимся от престола.

## Присяга короля

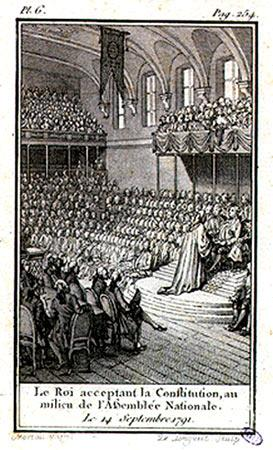
Людовик XVI присягает 14 сентября 1791 года конституции в Национальном собрании

3 сентября 1791 года конституционный акт был предложен королю, который, после долгих колебаний и совещаний, 14 сентября, дал присягу в верности нации и закону.

## Положения Конституции
Во главе этой конституции стояла «Декларация прав человека и гражданина». Верховная власть, «единая, нераздельная, неотчуждаемая и неотъемлемая», принадлежит нации: все власти делегируются нацией; представители её — Законодательное собрание (фр. le corps législatif) и король.
Граждане — вопреки «декларации», признавшей общее равенство в правах — делились на «активных» и «пассивных»: активными могли быть только те природные и натурализованные французы, которые достигли 25-летнего возраста, имели оседлость в городе или кантоне в течение известного времени, платили прямой налог в сумме не менее трехдневной заработной платы, ни у кого не состояли в услужении и принесли гражданскую присягу. Беднейшая часть нации лишалась, таким образом, избирательных прав. Активные граждане, на своих «первичных» собраниях, избирали, кроме муниципальных властей, «выборщиков», уже с большим имущественным цензом; в каждом департаменте выборщики образовали избирательное собрание, которое, кроме департаментской администрации, избирало представителей в законодательное собрание из среды всех активных граждан.
Члены законодательного собрания избирались на два года и считались представителями не отдельного департамента, а целой нации. Законодательное собрание обновлялось на основании закона, без созыва королём; оно предлагало и декретировало законы, заведовало финансами, национальными имуществами, сухопутными и морскими силами; ему же принадлежало, совместно с королём, право войны и мира.
В руках короля находилась исполнительная власть, которой, однако, он мог пользоваться только через ответственных министров; последними не могли быть члены собрания, что уничтожало единственное связующее звено между королевской властью и народным представительством. Король не мог распускать законодательное собрание, не имел законодательной инициативы и имел право лишь приостанавливающего вето. Личность его объявлялась священной и неприкосновенной. Он должен был считаться отказавшимся от престола в трёх случаях: если не присягнет конституции или возьмёт назад данную присягу; если станет во главе армии против нации или формальным актом не воспротивится восстанию, задуманному во имя короля; если, удалившись из королевства, не вернётся в назначенный срок, по приглашению законодательного корпуса.
Ни король, ни министры не участвовали в замещении административных должностей и не могли смещать чиновников: вся администрация была построена на начале народного избрания в первичных и департаментских собраниях, причём в ведении местных выборных властей находились и общегосударственные дела.

## Поражение конституционной монархии
Хотя учредительное собрание и указало способ пересмотра конституции, определив, что она должна оставаться неизменной в течение, по крайней мере, десяти лет, однако конституция 1791 года просуществовала лишь менее года. Причины этого лежали в ней самой:
- во-первых, разделяя граждан на активных и пассивных, она противоречила декларации прав, объявлявшей равенство всех граждан, а в вопросе о пересмотре связывала национальную волю;
- вторым внутренним противоречием было несоответствие её монархической формы с республиканским содержанием.

Наконец, сделав местные выборные власти почти независимыми, она тем самым разрушала почти всякую возможность управления Францией законной центральной властью.

## Последствия
Главные принципы конституции 1791 года — индивидуальная свобода, в смысле личной неприкосновенности и независимого проявления личности в области веры, мысли, слова, и свобода политическая, в смысле народного участия через представителей в законодательстве и управлении — легли, однако, в основу последующих французских конституций, до ныне действующей включительно.